# Château Mouton Rothschild
Château Mouton Rothschild er et fransk vinslot i byen Pauillac i Médoc-regionen i Bordeaux. Slottets rødvin af samme navn regnes for en af verdens bedste bordeauxvine. Slottet hed oprindelig Château Brane-Mouton, men blev omdøbt af Nathaniel de Rothschild i 1853 til Château Mouton Rothschild. Slottet var det første, der indførte fuldstændig slotsaftapning.
Den officielle klassifikation af Bordeaux vine af 1855 er baseret på markedspriser på en undtagelse nær: Château Mouton Rothschild. På trods af at priserne for Château Mouton Rothschild lå på niveau med priserne for Château Lafite Rothschild, blev Château Mouton Rothschild degraderet fra Premiere Cru. Det menes, at årsagen var, at slottet kort forinden var blevet købt af en englænder. Først i 1973 fik Château Mouton Rothschild igen status af Premier Cru.
Karakteristisk for Château Mouton Rothschilds vin er, at dets etiket ofte er kunstfærdigt udsmykket. I 1992 var det den danske kunstner Per Kirkeby, der tegneede etiketten.
- Mouton 1975
- Mouton 1983
- Mouton 1990
- Mouton 1992
- Mouton 1993
- Mouton 1996

45°13′N 0°46′V / 45.22°N 0.77°V